# Currie Cup Premier Division 2004
La Currie Cup Premier Division de 2004 fue la sexagésima sexta edición del principal torneo de rugby provincial de Sudáfrica.
El campeón fue el equipo de Blue Bulls quienes obtuvieron su vigésimo primer campeonato.

## Sistema de disputa
El torneo se disputó en formato liga donde cada equipo se enfrentó a los equipos restantes, luego los mejores cuatro clasificados disputaron las semifinales y posteriormente la final.

## Clasificación
| Pos. | Equipo              | Encuentros | Encuentros | Encuentros | Encuentros | Tantos | Tantos | Tantos | PB | PB | Puntos |
| Pos. | Equipo              | PJ         | PG         | PE         | PP         | F      | C      | Dif    | BO | BD | Puntos |
| ---- | ------------------- | ---------- | ---------- | ---------- | ---------- | ------ | ------ | ------ | -- | -- | ------ |
| 1.º  | Blue Bulls          | 14         | 11         | 2          | 1          | 545    | 315    | +230   | 7  | 1  | 56     |
| 2.º  | Western Province    | 14         | 8          | 1          | 5          | 547    | 347    | +200   | 10 | 2  | 46     |
| 3.º  | Free State Cheetahs | 14         | 8          | 1          | 5          | 425    | 337    | +88    | 6  | 5  | 45     |
| 4.º  | Golden Lions        | 14         | 9          | 0          | 5          | 481    | 426    | +55    | 8  | 1  | 45     |
| 5.º  | Natal Sharks        | 14         | 6          | 0          | 8          | 429    | 396    | +33    | 6  | 3  | 33     |
| 6.º  | Griquas             | 14         | 5          | 0          | 9          | 377    | 477    | −100   | 6  | 2  | 28     |
| 7.º  | Pumas               | 14         | 5          | 0          | 9          | 319    | 515    | −196   | 2  | 1  | 23     |
| 8.º  | SWD Eagles          | 14         | 2          | 0          | 12         | 272    | 582    | −310   | 3  | 2  | 13     |

|  | Semifinales. |

### Semifinal
| 16 de octubre | Blue Bulls | 40 - 33 | Golden Lions | Loftus Versfeld, Pretoria |  |

| 16 de octubre | Western Province | 11 - 17 | Free State Cheetahs | Newlands Stadium, Ciudad del Cabo |  |

### Final
| 23 de octubre | Blue Bulls | 42 - 33 | Free State Cheetahs | Loftus Versfeld, Pretoria |  |

| Bandera de Sudáfrica   |
| Campeón Blue Bulls     |
| Vigésimo primer título |